# 窈窕淑女 (音樂劇)
窈窕淑女（My Fair Lady）是一部音樂劇，改編自蕭伯納的賣花女。主演是茱莉·安德絲。這部音樂劇在1956年3月15日至1962年9月26日期間在百老匯公演、公演時間長達6年6個月，演出次數達2717次，取得了空前的成功。窈窕淑女在之後也在倫敦上演，在1964年又改編為由奧黛麗·赫本主演的電影，並且之後多次重新上演，被譽為「完美的音樂劇」。

## 外部連結
- 百老匯網路資料庫（IDBD）上《My Fair Lady》的资料（英文）
- Opera Australia's My Fair Lady
- Ovrtur Page （页面存档备份，存于）